# امامزاده قاسم ورامین
امامزاده قاسم ورامین مربوط به سدهٔ ۷ و ۸ ه.ق است و در شهرستان ورامین، بخش امرآباد واقع شده و این اثر در تاریخ ۴ خرداد ۱۳۸۴ با شمارهٔ ثبت ۱۱۷۶۶ به‌عنوان یکی از آثار ملی ایران به ثبت رسیده است.